# NGC 4152
NGC 4152 (другие обозначения — UGC 7169, IRAS12080+1618, MCG 3-31-52, ZWG 98.77, MK 759, VCC 25, PGC 38749) — спиральная галактика с перемычкой (SBc) в созвездии Волосы Вероники.
Этот объект входит в число перечисленных в оригинальной редакции «Нового общего каталога».
В галактике вспыхнула сверхновая SN 2009hq типа IIP, её пиковая видимая звездная величина составила 15,5.